# 快鎗幽金星介
快鎗幽金星介（学名：Bythocypris kuaichianga）为土菱介科幽金星介屬下的一个种。